# Sylvain Chollet
Sylvain Chollet est un traducteur et éditeur de manga français né en 1977.
Actif depuis le début des années 2000, il est l'un des traducteurs francophones de manga les plus reconnus. Il est principalement connu pour être le premier traducteur de One Piece et Naruto en français, le traducteur de séries populaires comme L'Attaque des Titans ou The Promised Neverland, et le co-fondateur des éditions Doki-Doki qu'il dirige jusqu'en 2016.

## Biographie
Sylvain Chollet est né en 1977. Il étudie le japonais et la traduction à l'Institut national des langues et civilisations orientales où il obtient une licence, un master, et un DEA en japonais entre 1997 et 2002.

### Traducteur
La première traduction commerciale recensée de Sylvain Chollet est une traduction du manga Akira de Katsuhiro Ōtomo pour Glénat en 1999,.
À partir de 2000, Glénat le charge de la traduction du futur manga star One Piece. En 2012, après une soixante de volumes traduits, Chollet traîne l'éditeur français en justice, réclamant un statut lui permettant de toucher plus de droits d'auteur au vu du succès du titre. À la suite de ce litige, Glénat décide de le remplacer et de retraduire l'intégralité de la série en réécrivant différents choix de traduction de Chollet, comme des francisations de noms de personnages.
Sylvain Chollet est également le premier traducteur de l'autre manga majeur Naruto, pour ses huit premiers volumes,.
Dans les années 2010, il traduit d'autres mangas parmi les plus importants de leur génération, comme L'Attaque des Titans et The Promised Neverland,. À partir de 2018, il devient le traducteur attitré des adaptations d’œuvres de Lovecraft par Gō Tanabe, publiées en France par l'éditeur Ki-oon.
En 2018, il fait partie de la sélection finale des nommés pour le prix Konishi de la meilleure traduction française de manga, pour son travail sur le manga Innocent Rouge de Shin'ichi Sakamoto.
En 2023, il remporte ce même prix Konishi pour Dai Dark, de Q Hayashida.

### Doki-Doki
En 2006, l'éditeur Bamboo Édition lance sa collection dédiée aux mangas, sous la forme de l'éditeur Doki-Doki. L'éditeur est confié à Arnaud Plumeri qui dirige l'administratif et la communication, et Sylvain Chollet, qui dirige les aspects éditoriaux.
Sylvain Chollet quitte la maison d'édition en 2016.

## Publications
Les informations listées dans cette section proviennent des crédits de traduction présents dans chaque volume publié, compilés par diverses bases de données (comme celle de la Bibliothèque nationale de France) et sites de commerce en ligne,,. Les années mentionnées reflètent les dates de parution des volumes traduits, et non la parution initiale du titre dans son pays d'origine (ou celle de la première parution française dans le cas de traductions multiples).

### Glénat/12bis
- 1999-2001 : Akira de Katsuhiro Ōtomo
- 2000-2012 : One Piece d'Eiichirō Oda (tomes 1 à 60)
- 2000-2001 : Gunsmith Cats de Ken'ichi Sonoda
- 2001 : Kajika d'Akira Toriyama
- 2001-2005 : Hoshin - L'Investiture des Dieux de Ryū Fujisaki
- 2008-2011 : Detroit Metal City de Kiminori Wakasugi
- 2011 : Wanted! d'Eiichirō Oda

### Kana
- 2002-2003 : Capitaine Albator : le pirate de l'espace de Leiji Matsumoto
- 2002-2003 : Naruto de Masashi Kishimoto (tomes 1 à 8)
- 2004-2005 : Le Sommet des dieux de Jirō Taniguchi

### Soleil/Delcourt/Tonkam
- 2003 : Cross Triangle de Kaishaku
- 2003 : La fin de l'éden de Knife Senno (en)
- 2003 : Sister de Knife Senno
- 2003–2004 : Cyber Idol Mink de Megumi Tachikawa
- 2003–2004 : Da ! Da ! Da ! de Mika Kawamura
- 2003–2019 : Dorohedoro de Q Hayashida
- 2003–2004 : Testarotho de Kei Sanbe
- 2003–2005 : Urukyu de Nami Akimoto
- 2005–2006 : Blood Rain de Mio Murao
- 2005 : Princesse Saphir d'Osamu Tezuka
- 2005 : Unico d'Osamu Tezuka
- 2006 : Les enfants de saphir d'Osamu Tezuka
- 2006–2007 : Don Dracula d'Osamu Tezuka (avec Florent Gorges)
- 2015–2016 : Innocent de Shin'ichi Sakamoto
- 2017–2021 : Innocent Rouge de Shin'ichi Sakamoto
- 2022–en cours : Dai Dark de Q Hayashida

### Pika
- 2003–2005 : Devil Devil de Yūki Miyoshi
- 2003–2010 : GetBackers de Yūya Aoki et Rando Ayamine
- 2004–2018 : MPD Psycho d'Eiji Otsuka et Sho-u Tajima
- 2005 : Stairway to Heaven de Makoto Kobayashi
- 2006–2014 : Kekkaishi de Yellow Tanabe
- 2006–2012 : Saru Lock de Naoki Serizawa
- 2007–2011 : School Rumble de Jin Kobayashi
- 2007–2010 : Suzuka de Kōji Seo
- 2009–2014 : Highschool of the Dead de Daisuke Satō et Shōji Satō
- 2010–2013 : Bloody Monday de Ryō Ryūmon et Megumi Kōji
- 2012–2014 : Arago de Takahiro Arai
- 2012–2017 : Billy Bat de Naoki Urasawa
- 2013–2021 : L'Attaque des Titans d'Hajime Isayama
- 2013–en cours : Space Brothers de Chūya Koyama
- 2014–2024 : L'Attaque des Titans : Before the fall d'Hajime Isayama, Thores Shibamoto, Satoshi Shiki, et Ryō Suzukaze
- 2016–2018 :  Dolly Kill Kill de Yūsuke Nomura et Yukiaki Kurando
- 2017–2018 : Voyage au centre de la Terre de Norihiko Kurazono et Jules Verne
- 2017–2021 : Les Brigades immunitaires d'Akane Shimizu
- 2019–2020 : NeuN (en) de Tsutomu Takahashi

### Doki-Doki
- 2006–2007 : Le Cortège des cent démons d'Ima Ichiko
- 2006–2008 :  Shiori et Shimiko de Daijirō Morohoshi
- 2006 : C[SI:] de Yūkō Osada
- 2007 : Magara de Yūkō Osada

### Kazé/Crunchyroll
- 2010–en cours : Blue Exorcist de Kazue Katō
- 2010–2016 : Ultimo de Stan Lee et Hiroyuki Takei
- 2012–2014 : Rock Lee : Les Péripéties d'un ninja en herbe de Masahi Kishimoto et Kenji Taira
- 2012–2013 : Chopperman d'Hirofumi Takei et Eiichirō Oda
- 2012 : Time Killers de Kazue Katō
- 2013–en cours : Terra Formars de Yū Sasuga
- 2014–2019 : Biorg Trinity d'Oh! Great
- 2016–en cours : Black Clover de Yūki Tabata
- 2017–2018 : Fire Punch de Tatsuki Fujimoto
- 2018–2021 : The Promised Neverland de Posuka Demizu et Kaiu Shirai
- 2021–en cours : Kaiju n°8 de Naoya Matsumoto
- 2022 : Miroirs de Posuka Demizu et Kaiu Shirai
- 2022–en cours : Dandadan de Yukinobu Tatsu
- 2024 : Les Récits d'Obana - Artisan de l'étrange de Kazue Katō et Fuyumi Ono
- 2025 : Kaiju N°8 Side B de Naoya Matsumoto, Keiya Andō et Kentarō Hidano

### Le Lézard Noir
- 2022–2023 : Box de Daijirō Morohoshi
- 2023–en cours : Hirayasumi de Keigo Shinzō
- 2024–2025 : La Planète verte de Keigo Shinzō
- 2024 : No Reaction de Keigo Shinzō

### Ki-oon
- 2018–2019 : Les Montagnes hallucinées de Gō Tanabe et H. P. Lovecraft
- 2019 : Dans l'abîme du temps de Gō Tanabe et H. P. Lovecraft
- 2020 : L'Appel de Cthulhu de Gō Tanabe et H. P. Lovecraft
- 2020 : La Couleur tombée du ciel de Gō Tanabe et H. P. Lovecraft
- 2021 : Celui qui hantait les ténèbres de Gō Tanabe et H. P. Lovecraft
- 2021 : Le Cauchemar d'Innsmouth de Gō Tanabe et H. P. Lovecraft
- 2022 : Le Molosse de Gō Tanabe et H. P. Lovecraft
- 2022–2023 : Les Amants sacrifiés de Masasumi Kakizaki
- 2023 : L'Abomination de Dunwich de Gō Tanabe et H. P. Lovecraft
- 2024–en cours : #DRCL midnight children de Shin'ichi Sakamoto
- 2025 : Les Chats d'Ulthar de Gō Tanabe et H. P. Lovecraft

## Récompenses
- 2018 : Nommé en sélection finale du prix Konishi pour Innocent Rouge (Shin'ichi Sakamoto)
- 2023 : Lauréat du prix Konishi pour Dai Dark (Q Hayashida).